# Abd al Malik

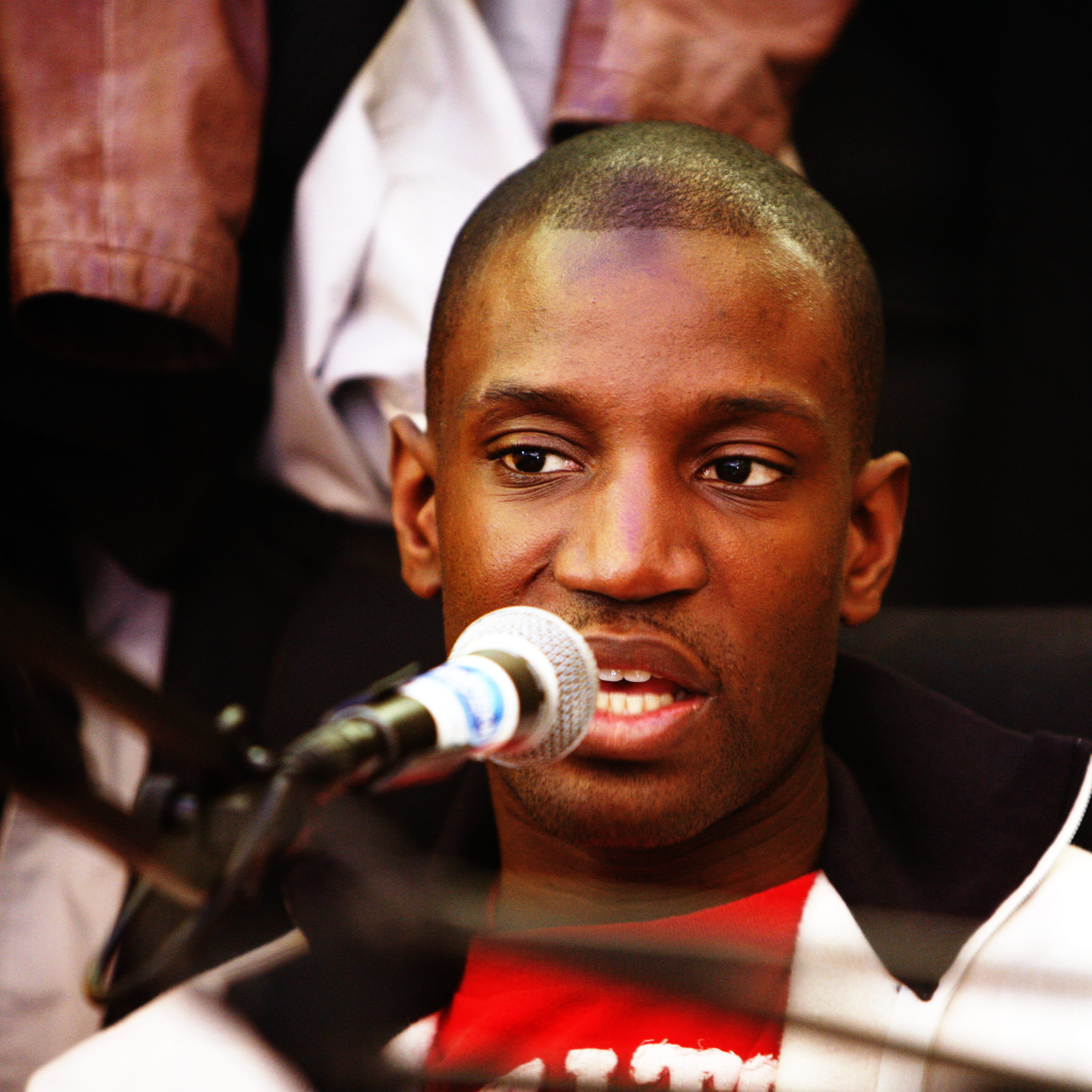
Abd al Malik

Abd al Malik (* 14. März 1975 in Paris, Frankreich; bürgerlich Régis Fayette-Mikano) ist ein französischer Rapper und Slampoet kongolesischer Herkunft. Er ist außerdem Autor mehrerer Bücher und führte Regie bei der Verfilmung eines seiner Bücher.

## Leben
Régis Fayette-Mikano wurde 1975 im 14. Pariser Arrondissement als Sohn eines in Paris wohnenden hochrangigen kongolesischen Offiziers geboren. Von 1977 bis 1981 lebte er mit seiner Familie in Brazzaville (Kongo).
Bei ihrer Rückkehr nach Frankreich zog seine Familie in eine Sozialwohnung im Straßburger Stadtviertel Neuhof.
Er ging auf das private Collège Saint-Anne in Straßburg Neudorf.
Nach der Scheidung seiner Eltern lebte er mit seiner Mutter und seinen sechs Geschwistern zusammen.
Trotz seiner Dyslexie nahm er am Kirchenchor teil.
Schon sehr früh war er an Delikten der Straßenkriminalität beteiligt, bis ihn der Tod von mehreren Freunden durch Überdosen stark mitnahm. Daraufhin begann er viel Literatur zu lesen.
Er wurde im katholischen Lycée Notre-Dame des Mineurs angenommen und studierte anschließend Philosophie und Literatur an der Straßburger Universität Marc Bloch.
Während seiner Jugend konvertierte er vom Christentum zum Islam, er steht dem Sufismus nahe.
Nach seiner Konversion nahm er den Künstlernamen Abd al Malik an, der an seinen Geburtsnamen Regis angelehnt ist: „Régis“ stammt vom lateinischen Wort „rex“ ab und bedeutet zu Deutsch „König“, was wiederum „Malik“ auf Arabisch heißt.
Seit 1998 ist Abd al Malik mit der Sängerin Wallen verheiratet und hat mit ihr drei Kinder.

## Karriere
Während seines Studiums gründete Abd Al Malik mit seinem älteren Bruder Bilal und seinem Cousin Aissa die Rap-Gruppe New African Poets (N.A.P.).
Zwischen 2004 und 2010 nahm er vier Solo-Alben auf: Le Face à face des cœurs, Gibraltar,  Dante und  Château Rouge. Mit den letzten drei dieser Alben gewann er bei den Victoires de la Musique jeweils in der Kategorie Urban Music Album des Jahres. Bei dieser Musikpreisverleihung wurde er im Jahr 2008 als Künstler des Jahres ausgezeichnet. Im selben Jahr wirkte er bei dem Album Last Night von Moby auf dem Titel La Même Nuit mit (eine französische Version des Titels Alice).
Abd Al Malik mischt die musikalischen Stile des Rap, Jazz und des Slam mit einem bewusst ernsthaften Ton und komplexen Texten. Seine Musik ist von Anfang an stark vom Sufismus geprägt.
Im Jahre 2004 veröffentlichte er ein autobiographisches Buch Qu’Allah bénisse la France (deutsch: Soll Allah Frankreich segnen) über seine Jugend in Straßburg-Neuhof. In den folgenden Jahren schrieb er weitere Bücher, unter anderem La guerre des banlieues n’aura pas lieu (deutsch: Der Krieg der Vororte wird nicht stattfinden) über das Leben in verarmten französischen Banlieues, die hauptsächlich von Immigranten bewohnt werden. Sein erstes Buch Qu’Allah bénisse la France wurde im Jahr 2014 verfilmt, Abd Al Malik übernahm dabei Drehbuch und Regie.

## Diskografie

### Alben mit N.A.P.
| Jahr | Titel                 | Höchstplatzierung, Gesamtwochen, AuszeichnungChartsChartplatzierungen (Jahr, Titel, Platzierungen, Wochen, Auszeichnungen, Anmerkungen) | Anmerkungen |
| Jahr | Titel                 | FR | Anmerkungen |
| ---- | --------------------- | --- | ----------- |
| 1998 | La fin du monde       | FR40 (5 Wo.)FR |             |
| 1999 | À l’intérieur de nous | FR43 (2 Wo.)FR |             |

Weitere Alben
- 1996: La racaille sort 1 disque
- 2008: Un monde perdu (Kompilation)

### Soloalben
| Jahr | Titel                    | Höchstplatzierung, Gesamtwochen, AuszeichnungChartplatzierungen (Jahr, Titel, Platzierungen, Wochen, Auszeichnungen, Anmerkungen) | Höchstplatzierung, Gesamtwochen, AuszeichnungChartplatzierungen (Jahr, Titel, Platzierungen, Wochen, Auszeichnungen, Anmerkungen) | Höchstplatzierung, Gesamtwochen, AuszeichnungChartplatzierungen (Jahr, Titel, Platzierungen, Wochen, Auszeichnungen, Anmerkungen) | Anmerkungen |
| Jahr | Titel                    | FR | BEW | CH | Anmerkungen |
| ---- | ------------------------ | --- | --- | --- | ----------- |
| 2004 | Le face à face des cœurs | FR155 (2 Wo.)FR | — | — |             |
| 2006 | Gibraltar                | FR13 Platin · (101 Wo.)FR | BEW50 (25 Wo.)BEW | CH97 (1 Wo.)CH |             |
| 2008 | Dante                    | FR11 Gold · (36 Wo.)FR | BEW48 (18 Wo.)BEW | CH66 (3 Wo.)CH |             |
| 2011 | Château rouge            | FR22 Gold · (27 Wo.)FR | BEW70 (2 Wo.)BEW | — |             |
| 2015 | Scarifications           | FR61 (3 Wo.)FR | BEW75 (10 Wo.)BEW | — |             |

### Solosingles
| Jahr | Titel     | Höchstplatzierung, Gesamtwochen, AuszeichnungChartsChartplatzierungen (Jahr, Titel, Platzierungen, Wochen, Auszeichnungen, Anmerkungen) | Anmerkungen  |
| Jahr | Titel     | FR | Anmerkungen  |
| ---- | --------- | --- | ------------ |
| 2011 | Mon amour | FR67 (8 Wo.)FR | feat. Wallen |

## Filmografie
- 2014: Qu’Allah bénisse la France (Drehbuch und Regie).